# 祝三多炮楼
祝三多炮楼，是深圳市历史建筑之一，位于中国广东省深圳市南山区西丽街道麻磡社区麻磡老村西72号。该建筑物建于民國時代，属于近現代建築，为傳統民居。